# Indre, Loire-Atlantique
Indre là một xã trong vùng hành chính Pays de la Loire, thuộc tỉnh Loire-Atlantique, quận Nantes, tổng Saint-Herblain-Ouest-Indre. Tọa độ địa lý của xã là 47° 11' vĩ độ bắc, 01° 40' kinh độ đông. Indre nằm trên độ cao trung bình là 8 mét trên mực nước biển, có điểm thấp nhất là 0 mét và điểm cao nhất là 26 mét. Xã có diện tích 4,72 km², dân số vào thời điểm 1999 là 3643 người; mật độ dân số là 772 người/km².

## Thông tin nhân khẩu
| 1962  | 1966  | 1968  | 1975  | 1982  | 1990  | 1999  |
| ----- | ----- | ----- | ----- | ----- | ----- | ----- |
| 4.625 | 4.629 | 4.286 | 3.709 | 3.514 | 3.261 | 3.641 |